# 10½ (албум)
10½ е студиен албум на Стефан Вълдобрев и Обичайните заподозрени.

## Списък на песните
1. Обичайните заподозрени – 3:47
2. По-полека 3:25
3. Хеликоптер – 3:55
4. Сняг над Сахара – 4:35
5. Холивуд – 3:31
6. Самонедейменервиратака (Пикник) – 3:07
7. Тази песен не е за любов – 4:53
8. Игра – 4:08
9. Златен медал – 3:17
10. Карай напред – 3:47
11. Десет и половина – 2:48
12. Бряг с цвят най-зелен 3:41
13. Фойерверк – 4:19

## Състав
Песните са композирани от Стефан Вълдобрев. Аранжиментът е на Обичайните заподозрени.
- Стефан Вълдобрев – вокал
- Стоян Янкулов – ударни
- Веселин Веселинов (Еко) – бас
- Иван Лечев – китари
- Мирослав Иванов – китари
- Димитър Семов – ударни (13 песен)
- Димитър Узунов – туба (12 песен)
- Стефан Китанов – беквокал (12 песен)